# Port lotniczy W. H. Bramble
Port lotniczy W. H. Bramble – dawny port lotniczy Montserratu – brytyjskiej posiadłości na Karaibach. Od 1997 nieczynny, po erupcji wulkanu Soufriere Hills.